# Acanthosphex
Acanthosphex is een monotypisch geslacht van straalvinnige vissen uit de familie van fluweelvissen (Aploactinidae).

## Soort
- Acanthosphex leurynnis (Jordan & Seale, 1905)